# El Jem
El Jem ou El Djem (en arabe : الْجَم ) est une ville tunisienne située aux portes de la région du Sahel.
Rattachée administrativement au gouvernorat de Mahdia, elle constitue une municipalité comptant 21 234 habitants en 2014.
Fondée sur les ruines de la cité antique de Thysdrus ou Thysdritania colonia, elle est célèbre pour son amphithéâtre, le plus grand de l'Empire romain (entre 27 000 et 30 000 spectateurs) après le Colisée de Rome (45 000 spectateurs) et celui de Capoue. Il accueille le Festival international de musique symphonique d'El Jem chaque été depuis 1985.

## Histoire

### Histoire antique
Ancienne cité phénicienne, fondée par les Puniques et prospère sous Hadrien, elle reçoit, sans doute dès l'époque césarienne, le statut de colonie romaine puis acquiert le statut de municipe libre (municipia libera) sous le règne de l'empereur Septime Sévère. Par la suite elle est intégrée à la province de Byzacène. Au cœur d'une région qui connaît une forte productivité agricole, la cité semble jouir d'une relative prospérité.

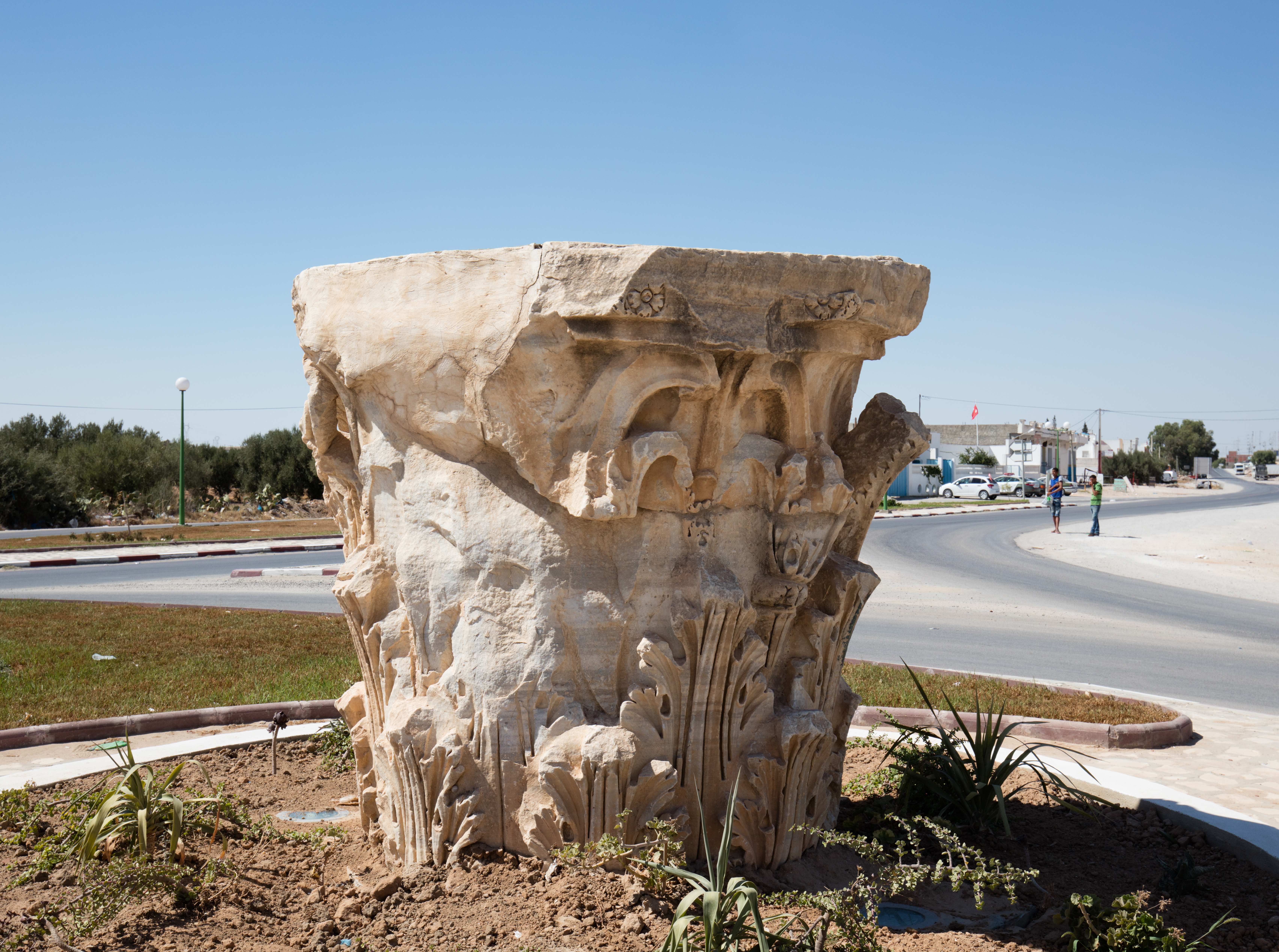
Chapiteau corinthien.

La cité de Thysdrus bénéficie d'une active politique de mise en valeur des terres et de développement économique : les empereurs Vespasien et Titus y amènent l'eau par l'entremise du proconsul d'Afrique. Ainsi, dès le IIe siècle, elle apparaît selon l'expression de Gilbert Charles-Picard comme la « capitale de l'huile » de Byzacène. Nœud routier des plus importants puisque six voies romaines y aboutissent, localisé au centre d'une région oléicole, Thysdrus dispose d'un marché agricole très dynamique.

### Révolution de 238
Au début de l'an 238, Thysdrus est le cadre d'un litige qui eut de fortes répercussions sur l'histoire romaine, et qui participe à la crise du troisième siècle de l'empire romain. Une révolte survient à la suite d'une levée de nouveaux impôts. Le procurateur de l'empereur Maximin Ier le Thrace, doit affronter le peuple thysdritain et les habitants des campagnes environnantes. Le collège des iuvenes et les paysans apparaissent comme les fers de lance du mouvement.

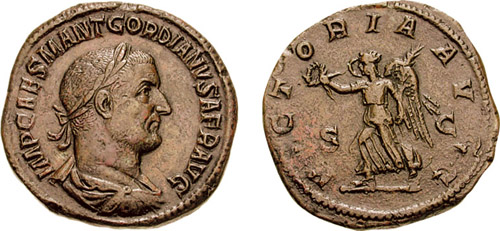
Portrait de Gordien Ier.

Après l'assassinat du procurateur, les révoltés se rendent à la résidence du vieux proconsul d'Afrique, Gordien, qui réside à Thysdrus pendant sa tournée provinciale, et le proclament empereur. Le nouvel empereur accompagné de son fils, Gordien II, associé au pouvoir, se rend à Carthage et procède à son adventus. La répression du légat de Numidie, Capelianus, est aussi rapide que brutale. Cependant, l'appui puis la reconnaissance de la lignée par le Sénat romain ainsi que par certaines provinces déclenche une brève guerre civile et une crise du pouvoir impérial.
Cette singulière révolte civile se solde par l'élimination de l'empereur Maximin et l'avènement du jeune Gordien III à la bataille de Carthage.

### Aspects économiques
La prospérité de Thysdrus à l'époque romaine, en dépit des défis posés par son environnement géographique hostile,,, se révèle être le fruit d'une diversité d'activités économiques et artisanales bien plus riches que ce que l'on pensait initialement. Ces découvertes archéologiques récentes ouvrent de nouvelles perspectives sur le fonctionnement de cette ancienne cité et remettent en question l'image traditionnelle d'un simple centre commercial.
Les récentes recherches dans le domaine agricole apportent des nuances intéressantes quant à la dynamique rurale entourant Thysdrus. Bien que le sol difficile et le manque d'eau aient posé des défis majeurs à l'agriculture, les vestiges d'établissements ruraux et de petites bourgades révèlent une activité plus soutenue que prévu. Cependant, la question de l'ampleur de l'oleiculture dans la région reste sujette à débat, en raison de l'absence d'huileries antiques et des interrogations persistantes sur les pratiques agricoles de l'époque.
Par ailleurs, l'analyse du paysage environnant met en lumière une certaine dégradation écologique, attribuable notamment à une exploitation intensive des terres au fil des siècles. Ces constatations invitent à des études interdisciplinaires approfondies pour mieux comprendre les interactions entre les activités humaines et l'environnement dans l'Antiquité.
Les fouilles archéologiques à Thysdrus révèlent une vitalité économique et artisanale remarquable. Les vestiges d'ateliers métallurgiques, de travail de l'os, de moulage et de sculpture témoignent de l'ingéniosité et de la créativité des artisans de la région. De plus, bien que les ateliers de poterie n'aient pas encore été identifiés, la production céramique semble avoir joué un rôle crucial dans l'économie locale, comme en témoignent les nombreuses découvertes de statuettes et de moules en terre cuite.
Enfin, d'autres découvertes récentes, telles qu'une dédicace retrouvée dans un temple impérial et des indices sur l'activité des artisans du bâtiment, enrichissent notre compréhension de la vie artisanale à Thysdrus. Ainsi, une comparaison simpliste entre la prospérité de Thysdrus et le déclin supposé d'El Jem apparaît de plus en plus comme une vision réductrice. L'essor et le déclin des cités antiques doivent être compris dans leur contexte historique et environnemental spécifique, où une multitude de facteurs économiques, sociaux et écologiques interagissent de manière complexe.

## Édifices

### Amphithéâtre

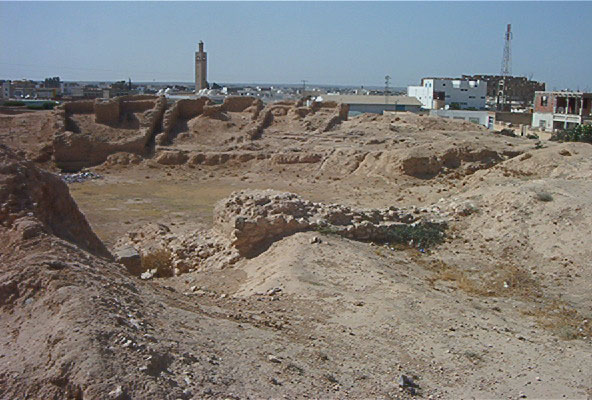
Vue des deux premiers amphithéâtres.

Si le troisième amphithéâtre d'El Jem compte parmi les monuments les plus célèbres de Tunisie, l'antique Thysdrus a possédé deux autres amphithéâtres, de moindre mesure.
Le premier serait datable du Ier siècle av. J.-C. et devait donc être rudimentaire, sans maçonnerie, mais avec une cavea « creusée dans le roc d'une colline, dont la typographie lui a imposé ses dimensions et ses contours ». Il a dû être aménagé par des marchands ou des agriculteurs italiens immigrés pour les combats de gladiateurs. Il est d'une grande valeur documentaire car représentant un jalon unique dans son genre.
Par suite de la détérioration de cet amphithéâtre et au développement économique et urbanistique de Thysdrus, et après plusieurs tentatives de restauration, il est décidé à l'époque flavienne de réaménager complètement la même colline — la seule de la région — en « la comblant de remblais sur une hauteur de plus de deux mètres, [pour] allonger le grand axe de l'arène, qui atteignit les proportions de 60 × 40 mètres ».

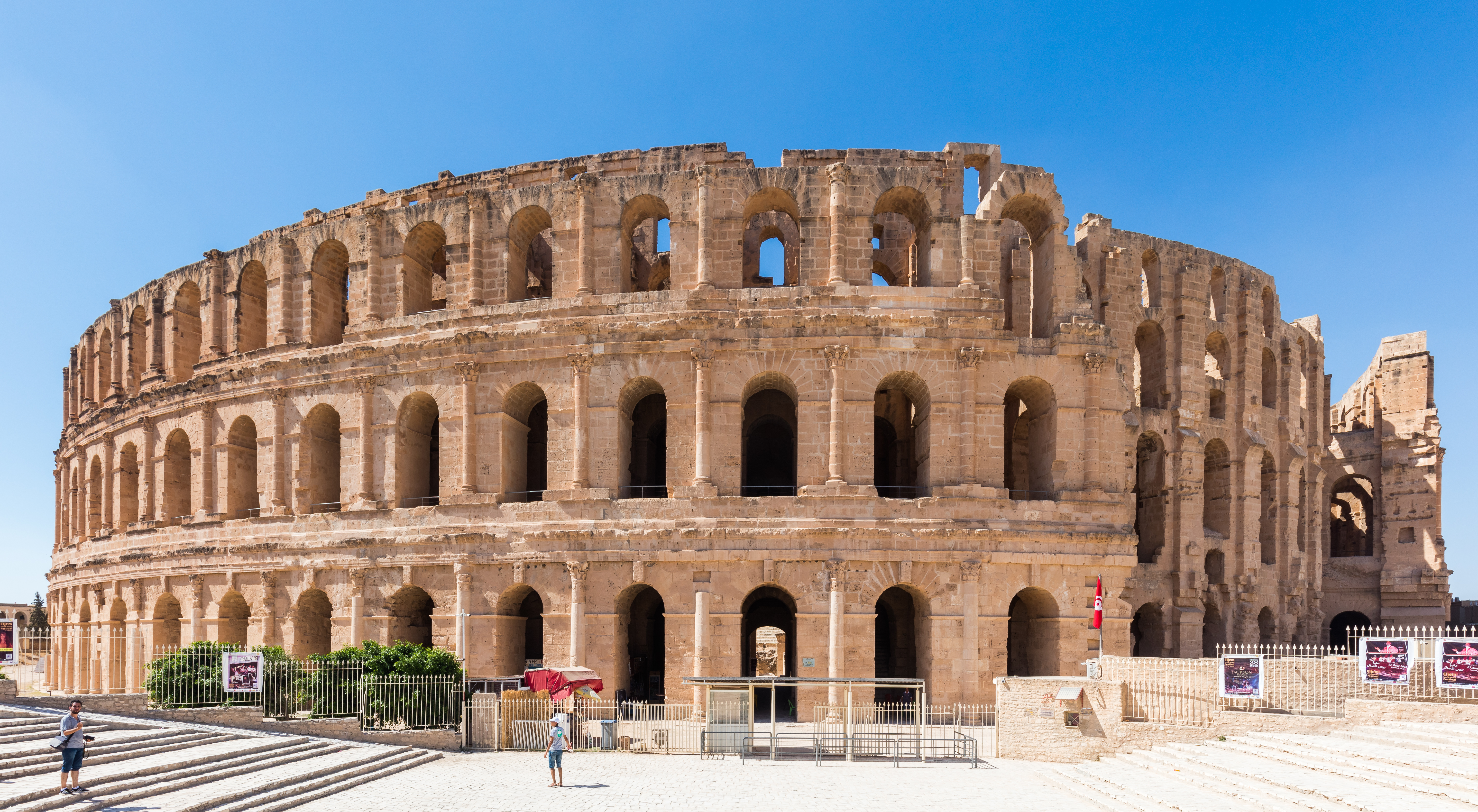
Amphithéâtre d'El Jem.

Une tribune est ajoutée sur le petit axe, des gradins construits sur des remblais tassés, deux carceres (cellules et pièces où les gladiateurs et les bêtes sauvages attendent l'entrée en scène) sont mis en communication avec l'arène. Si l'édifice gagne en solidité et fonctionnalité, c'est sans préoccupation d'ordre esthétique. Malgré leur proximité, ce deuxième amphithéâtre est distinct du premier par l'emplacement et le style de construction, notamment les éléments essentiels que sont la cavea et l'arène qui « divergent totalement par le choix de leur modèle ». Ce nouvel amphithéâtre est comparable à de nombreux autres présents en Tunisie, comme à Thuburbo Majus, avec une structure adossée à une butte naturelle partiellement aménagée.
El Jem est « unique au monde » par le fait de posséder trois édifices appartenant chacun à l'une des trois grandes catégories connues d'amphithéâtres, tous trois étant civils et non militaires, puisque la ville n'a jamais eu de garnison.

### Musée archéologique
À la périphérie de la ville, le musée archéologique présente de nombreuses mosaïques issues des fouilles dans les villas romaines de Thysdrus, comme la maison de la procession dionysiaque. Nombre de pièces retrouvées sur le site sont conservées au musée national du Bardo et au musée archéologique de Sousse.
Jouxtant le musée, la villa d'Africa est une reconstitution à portée didactique d'une maison romaine. Elle comporte deux mosaïques remarquables : la première représente la déesse Africa, surmontée d'une dépouille d'éléphant et entourée de bustes représentant les quatre saisons. La seconde est une représentation symbolisée de Rome et de ses provinces.
El Jem accueille en 2010 un festival de la mosaïque.

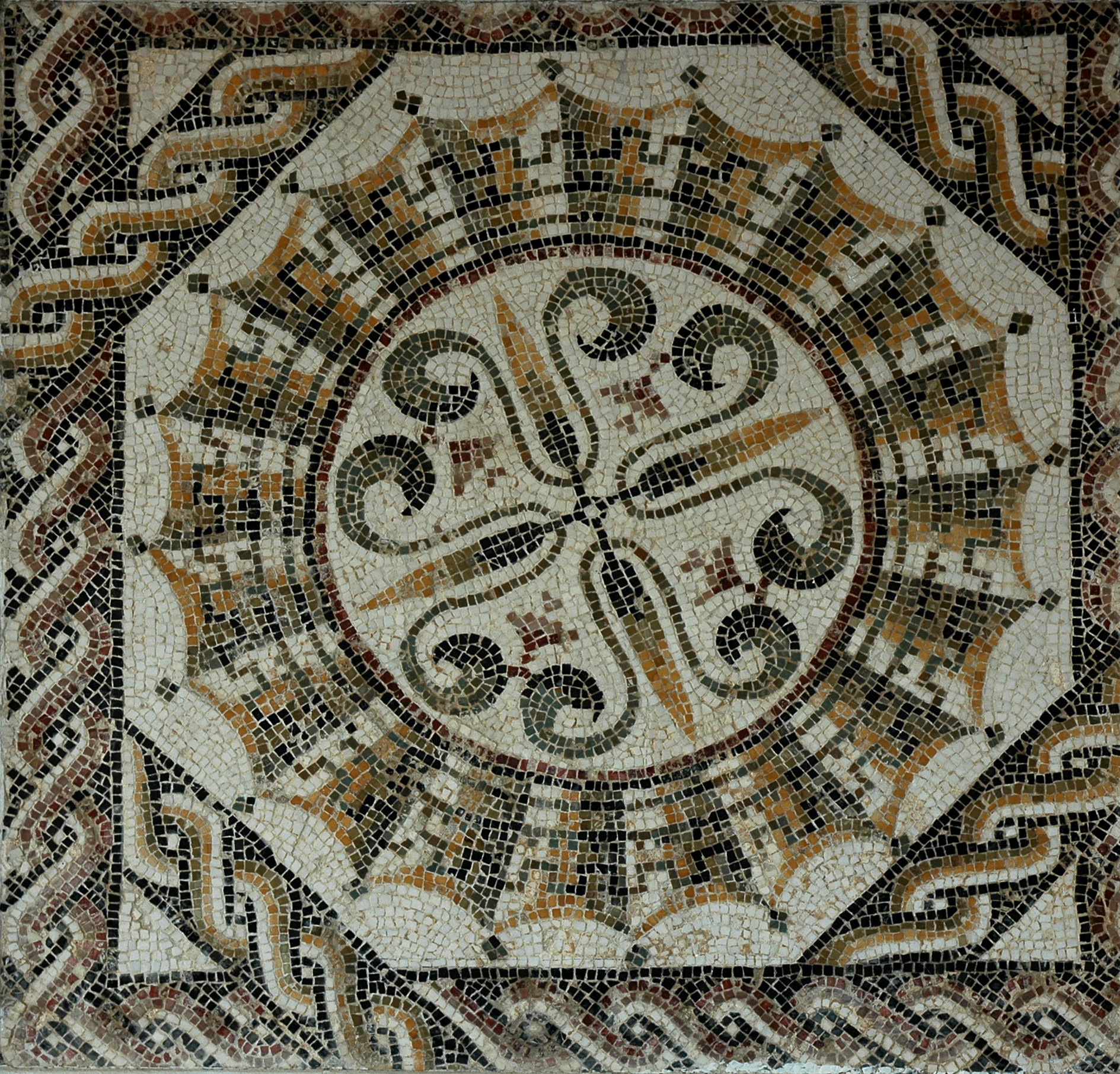
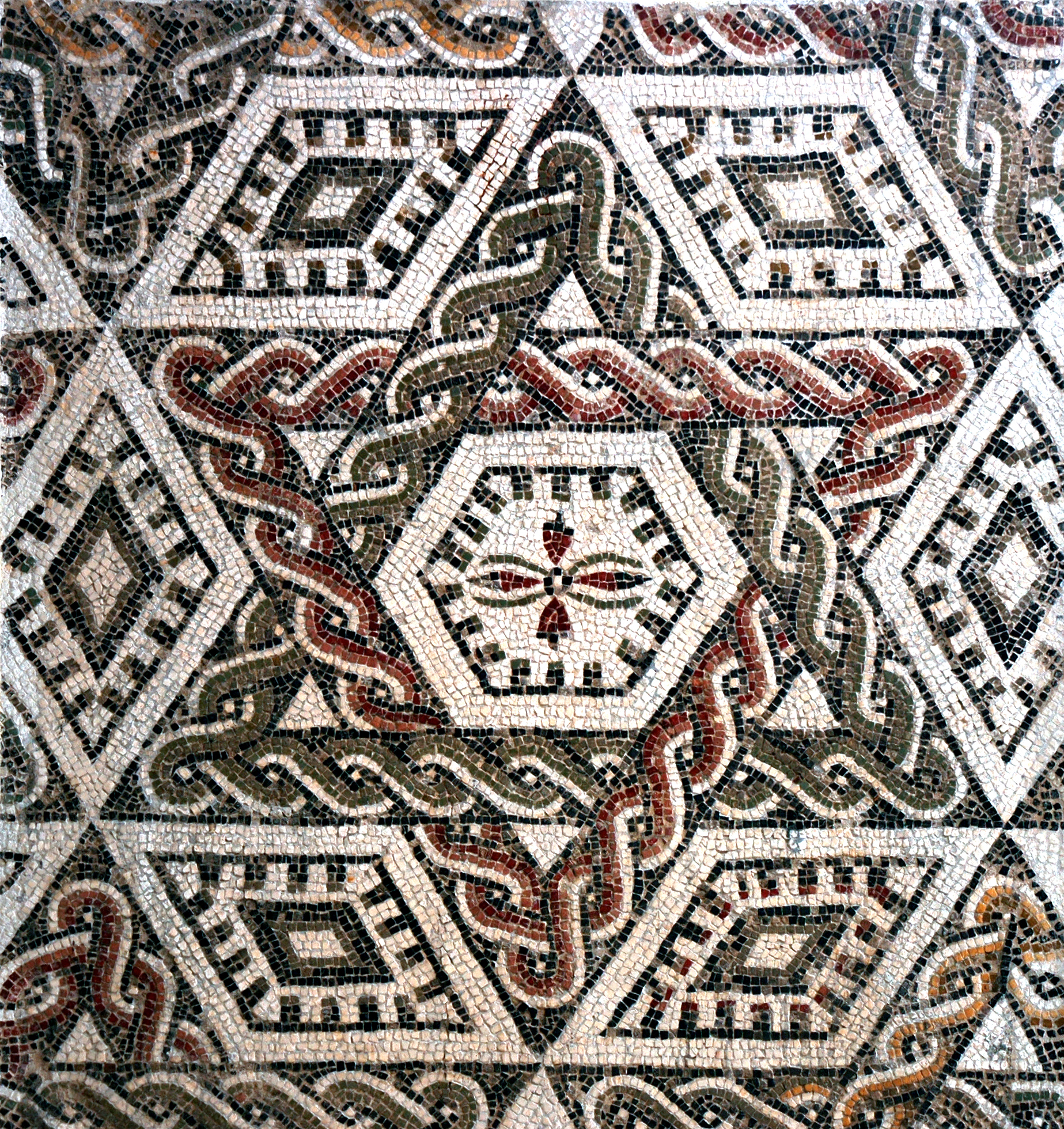
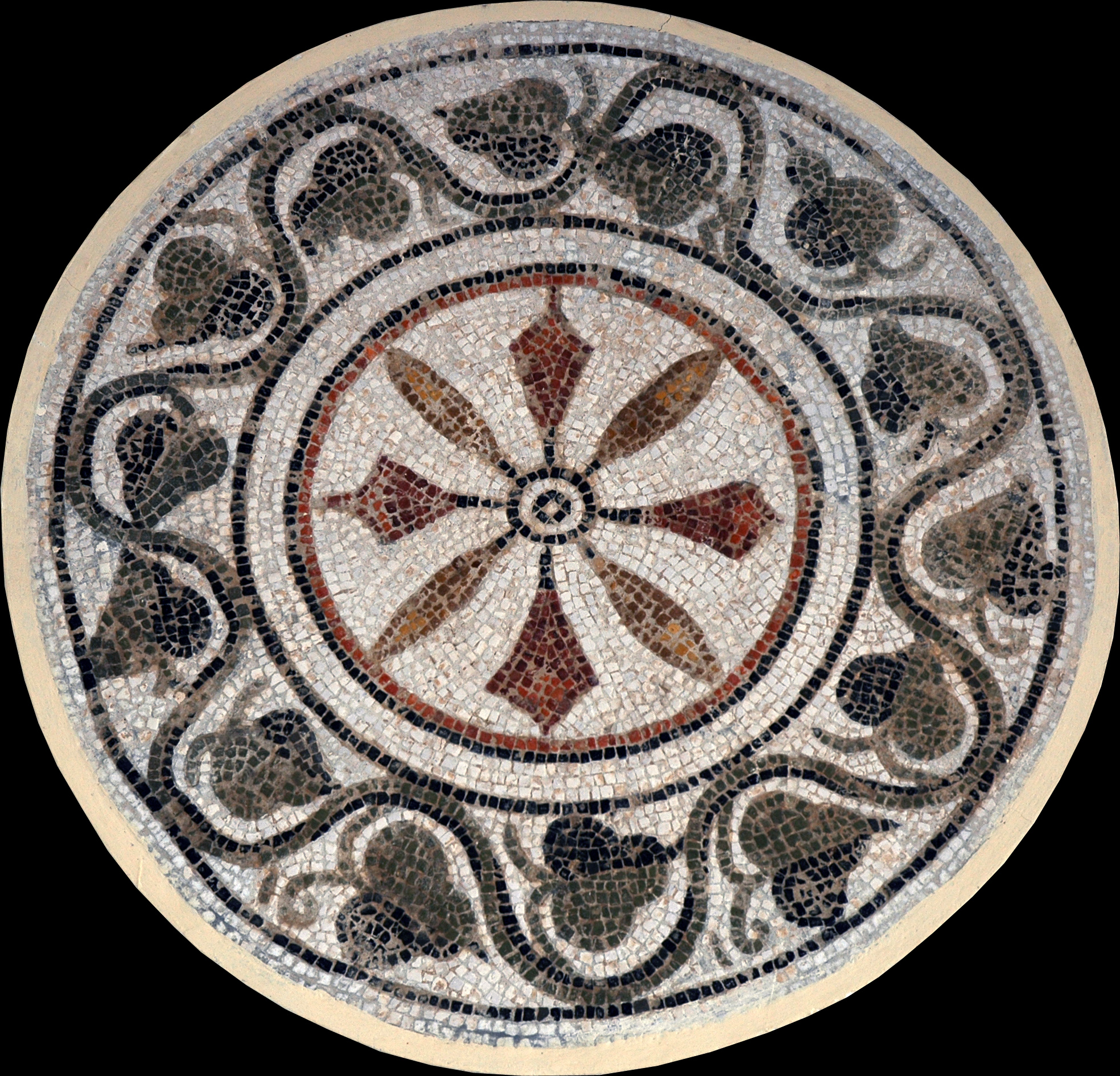
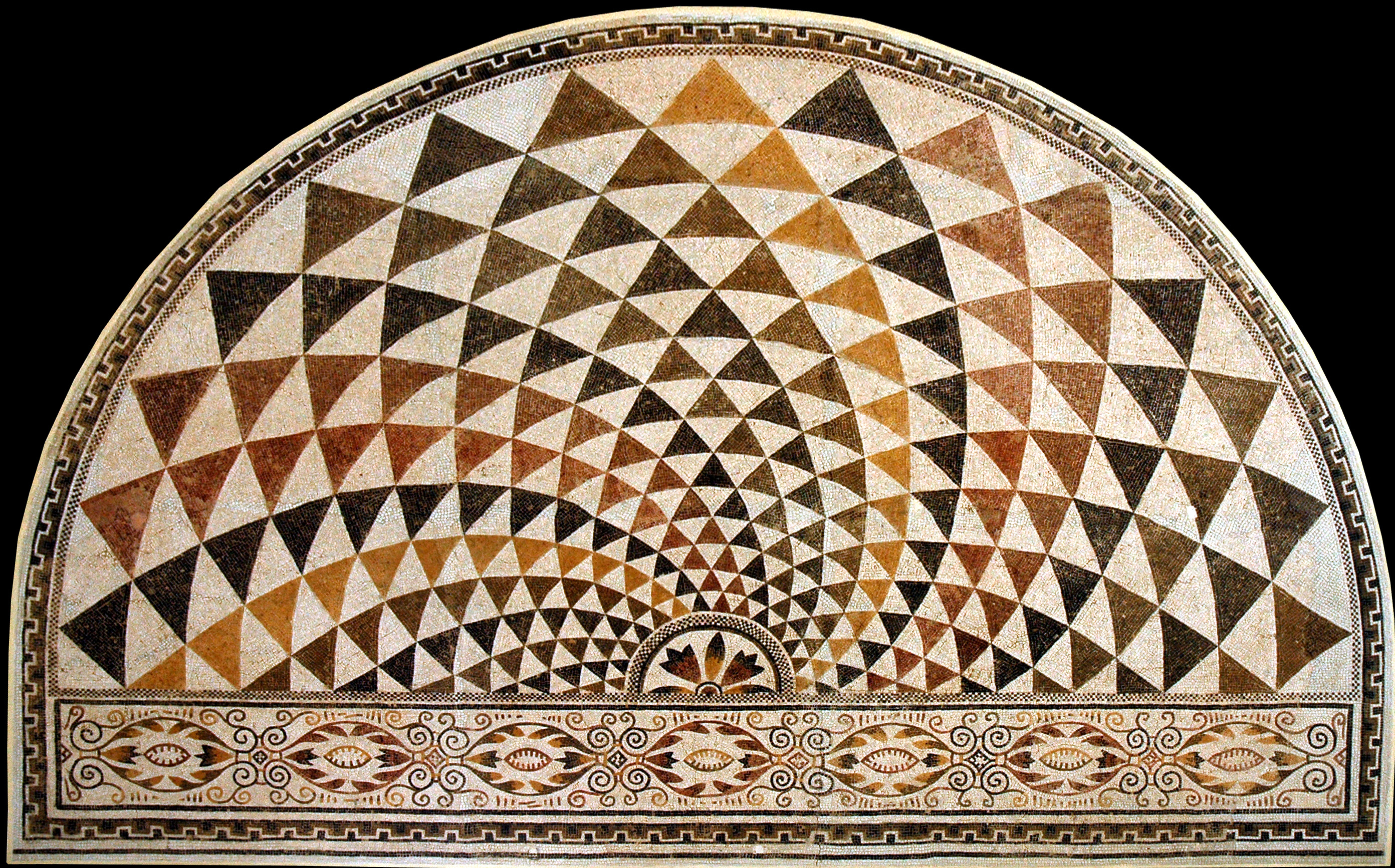

## Culture
Le Festival international de musique symphonique d'El Jem est fondé en 1985 par Mohamed Ennaceur. La ville héberge aussi le festival El Jem World Music dont la troisième édition a lieu en 2019. La même année a lieu la quatrième édition du Festival Thysdrus, journées romaines d'El Jem.

## Économie
La ville compte une zone industrielle sur le bord de la RN1, avec notamment la présence du groupe industriel allemand Dräxlmaier (en) qui fabrique des faisceaux de câble pour l'industrie automobile dans deux usines employant environ 1 500 personnes.

## Politique
Les premières élections municipales depuis la révolution de 2011 ont lieu en 2018 et permettent l'élection de 24 conseillers municipaux. Nidaa Tounes arrive en tête avec 11 sièges (2 012 voix), suivi par Ennahdha avec 9 sièges (1 718 voix) et la liste indépendante Al-Horra avec 4 sièges (1 008 voix),.

## Jumelage
Les villes de Romans-sur-Isère et Vienne établissent des relations de coopération décentralisée avec El Jem en 1995 et 1999 respectivement. En 2006, un accord est signé entre ces villes pour mettre en valeur le patrimoine historique et culturel d'El Jem dans une perspective de développement durable, avec une formation des élus et cadres territoriaux et la création d'un musée.
Un jumelage est mis en place en 2019 entre le parc archéologique du Colisée de Rome, l'Institut national du patrimoine et l'Agence de mise en valeur du patrimoine et de la promotion culturelle pour organiser des fouilles, recherches et travaux de restauration du site d'El Jem. La même année, un autre accord est signé pour la mise en place d'un partenariat entre les États-Unis et la Tunisie concernant des travaux de réhabilitation de l'amphithéâtre d'El Jem.

## Personnalités
- Mohamed Ennaceur (né en 1934), ministre, président de l'Assemblée des représentants du peuple puis président de la République par intérim, fondateur du Festival international de musique symphonique d'El Jem.